# Unconditionally Guaranteed
Unconditionally Guaranteed är det åttonde studioalbumet med Captain Beefheart and The Magic Band, ursprungligen utgiven 1974. Albumet inspelades i Hollywood Sound i Los Angeles, Kalifornien. Då albumet utgavs kritiserades det för att vara för kommersiellt, men skivan klättrade aldrig högre än till #192 på Billboard 200.
Då albumet var inspelat, avbröt The Magic Band samarbetet med Captain Beefheart. Bandmedlemmarna tyckte albumet var svagt och lite utmanande. Arthur Dyer Tripp III, trummis i The Magic Band uttalade: "When the band finally got our album copies, we were horrified. As we listened, it was as though each song was worse than the one which preceded it."
Captain Beefheart själv uttalade senare att albumen Unconditionally Guaranteed och Bluejeans & Moonbeams är "horrible and vulgar"
Medlemmarna i The Magic Band startade ett nytt band kallat Mallard efter att de lämnade Captain Beefheart.

## Låtlista
Sida A
1. "Upon the My-O-My" – 2:43
2. "Sugar Bowl" – 2:13
3. "New Electric Ride" – 3:02
4. "Magic Be" – 2:55
5. "Happy Love Song" – 3:54

Sida B
1. "Full Moon, Hot Sun" – 2:19
2. "I Got Love on My Mind" – 3:08
3. "This Is the Day" – 4:51
4. "Lazy Music" – 2:49
5. "Peaches" – 3:20

(Alla låtar skrivna av Don Van Vliet, Jan Van Vliet och Andy DiMartino)

## Medverkande
- Captain Beefheart (Don Van Vliet) – sång, munspel, gitarr

The Magic Band
- Alex St. Clair – gitarr
- Zoot Horn Rollo (Bill Harkleroad) – gitarr, slidegitarr
- Rockette Morton (Mark Boston) – basgitarr
- Ed Marimba (Arthur Dyer Tripp III) – trummor, percussion

Bidragande musiker
- Mark Marcellino – keyboard
- Andy DiMartino – akustisk gitarr
- Del Simmons – tenorsaxofon, flöjt